# Aleksandar Jović
Aleksandar Jović (serb. cyr. Александар Јовић, ur. 13 kwietnia 1972 w Belgradzie) – jugosłowiański piłkarz występujący na pozycji napastnika, reprezentant kraju, serbski trener piłkarski.

## Życiorys
Wychowanek Crvenej zvezdy Belgrad. Seniorską karierę rozpoczynał w 1992 roku w Železniku Belgrad. W sezonie 1994/1995 zdobył 15 bramek w 30 meczach Srpskiej ligi. Następnie przeszedł do FK Čukarički. W barwach tego klubu rozegrał 69 spotkań w Prvej lidze. Z Čukaričkiego był także wypożyczony do PAOK FC (12 spotkań w Alpha Ethniki). 24 lutego 1998 roku rozegrał jedyny mecz w reprezentacji, uczestnicząc w przegranym 1:3 towarzyskim spotkaniu z Argentyną. W lipcu 1998 roku przeszedł do Hansy Rostock, gdzie nie rozegrał jednak żadnego spotkania i pod koniec roku został wypożyczony do Hapoelu Hajfa. Tam rozegrał 13 ligowych meczów, debiutując 5 grudnia w wygranym 2:1 spotkaniu z Beitarem Jerozolima. Z Hapoelem zdobył w sezonie 1998/1999 mistrzostwo Izraela. Latem 1999 roku na zasadzie wolnego transferu przeszedł do Kickers Offenbach, a po półroczu został zawodnikiem Carl Zeiss Jena. W 2001 roku podpisał kontrakt z Ferencvárosi TC. W NB I zadebiutował 28 lipca w wygranym 2:1 spotkaniu z Újpest FC. Z Ferencvárosem dwukrotnie (2003, 2004) zdobył Puchar Węgier, a w sezonie 2003/2004 został mistrzem kraju. W 2004 roku zakończył karierę zawodniczą.
Po zakończeniu kariery piłkarskiej został trenerem. W 2010 roku prowadził FK Čukarički w dziesięciu meczach Super ligi Srbije, odnosząc siedem porażek. W 2017 roku był trenerem Sinđeliciu Belgrad, a od lipca do sierpnia 2019 roku pracował jako asystent trenera w AE Larisa. Od grudnia 2020 roku do maja 2021 roku szkolił piłkarzy ND Gorica. Pod jego wodzą klub rozegrał 17 meczów w 1. SNL, przegrywając osiem. W drugiej połowie 2021 roku był koordynatorem ds. rozwoju talentów w FK Voždovac. Od lutego do końca czerwca 2022 roku był selekcjonerem reprezentacji Serbii U-19, następnie pełnił identyczną funkcję w reprezentacji U-16.

## Statystyki ligowe
| Sezon         | Klub                | Liga                     | Mecze | Gole |
| ------------- | ------------------- | ------------------------ | ----- | ---- |
| 1994/1995     | FK Železnik Belgrad | Srpska liga              | 30    | 15   |
| 1995/1996 (j) | FK Čukarički        | Prva liga SR Јugoslavije | 11    | 1    |
| 1995/1996 (w) | PAOK FC             | Alpha Ethniki            | 12    | 2    |
| 1996/1997     | FK Čukarički        | Prva liga SR Јugoslavije | 28    | 9    |
| 1997/1998     | FK Čukarički        | Prva liga SR Јugoslavije | 30    | 11   |
| 1998/1999 (j) | Hansa Rostock       | Bundesliga               | 0     | 0    |
| 1998/1999     | Hapoel Hajfa        | Liga Leumit              | 13    | 3    |
| 1999/2000 (j) | Kickers Offenbach   | 2. Bundesliga            | 4     | 0    |
| 1999/2000 (w) | FC Carl Zeiss Jena  | Regionalliga             | 17    | 11   |
| 2000/2001     | FC Carl Zeiss Jena  | Regionalliga             | 28    | 9    |
| 2001/2002     | Ferencvárosi TC     | NB I                     | 31    | 11   |
| 2002/2003     | Ferencvárosi TC     | NB I                     | 23    | 1    |
| 2003/2004     | Ferencvárosi TC     | NB I                     | 2     | 0    |